# Daverdisse
Daverdisse (wa. Dåvdisse) – miejscowość i gmina (commune) w południowo-wschodniej Belgii, w Regionie Walońskim, w prowincji Luksemburg, w okręgu Neufchâteau. 1 stycznia 2024 roku liczyła 1426 mieszkańców.  

## Podział administracyjny
W skład gminy wchodzą trzy dzielnice (section):
- Gembes
- Haut-Fays
- Porcheresse

## Współpraca
Miejscowość partnerska:
- Kabondo, Demokratyczna Republika Konga